# Враувдёнт, Пит
Питер Виллем (Пит) Враувдёнт (нидерл. Pieter Willem "Piet" Vrauwdeunt; 1 января 1944, Роттердам — 2 января 1987, там же) — нидерландский футболист, игравший на позиции полузащитника, выступал за команды «Фейеноорд», ДФК, ДВС и РИОС. Провёл несколько матчей за молодёжную сборную Нидерландов.
Старший сын Манюса Враувдёнта, игрока «Фейеноорда» и сборной Нидерландов.

## Спортивная карьера
Пит Враувдёнт является воспитанником роттердамского «Фейеноорда». В возрасте восемнадцати он заключил с клубом контракт. Два года спустя дебютировал за первую команду «Фейеноорда». Первую игру в Эредивизи провёл 22 ноября 1964 года на выезде против «Телстара». Встреча завершилась победой гостей со счётом 0:2. В апреле 1965 года полузащитник открыл счёт своим голам за «Фейеноорд», сделав дубль в матче с «Телстаром». В дебютном сезоне Пит сыграл в чемпионате девять матчей.
В своём втором сезоне Пит выступал за резерв клуба и лишь дважды выходил на замену в матчах чемпионата. В ноябре 1965 года получил небольшой денежный штраф и 4-матчевую дисквалификацию за пререкание с арбитром встречи резервистов «Фейеноорда» и МВВ. В июле 1966 года был выставлен на трансфер и в итоге перешёл на правах аренды в клуб ДФК из Дордрехта. Его товарищ по команде Кок Лёйтен также перешёл в ДФК и вскоре стал капитаном команды.

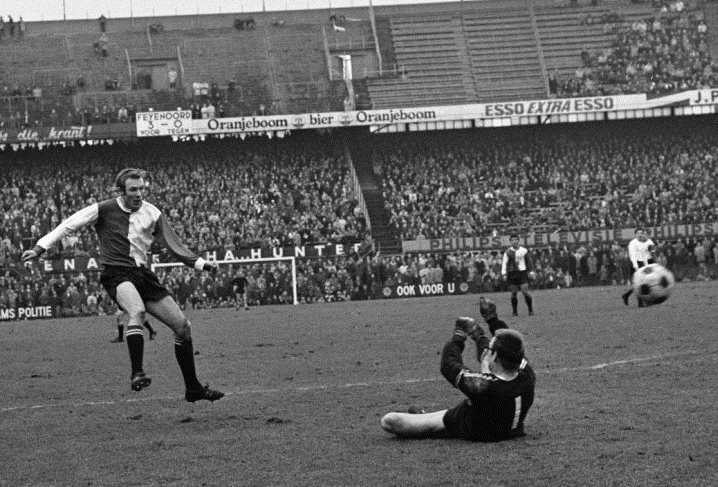
Враувдёнт забивает гол в матче «Фейеноорд» — НАК, 22 февраля 1970

В турнире Эрстедивизи 21-летний полузащитник дебютировал 14 августа в матче против «Дренте». В следующем туре Пит отметился голом в победном матче против «Волендама». 7 мая 1967 года забил два гола в ворота МВВ во втором раунде Кубка Нидерландов, благодаря чему его команда вышла в четвертьфинал. На следующей стадии кубка ДФК дома с минимальным счётом уступил амстердамскому «Аяксу». По итогам сезона ДФК занял 11-е место в чемпионате.
В составе ДФК Пит отыграл ещё два сезона, а летом 1969 года вернулся в дубль «Фейеноорда». 5 октября он вышел на замену вместо Рюда Гелса в гостевом матче чемпионата с «Гоу Эхед». 22 февраля 1970 года забил первый гол в сезоне за «красно-белых», поразив ворота клуба НАК. В восьми матчах чемпионата полузащитник забил три гола, а также сыграл одну игру в Кубке европейских чемпионов.
В июне 1970 года вновь был выставлен на трансфер. В конце месяца было объявлено о его переходе в клуб ДВС из Амстердама. За два сезона он сыграл в Эредивизи 55 матчей и забил 8 голов. В июне 1972 года ДВС слился с «Блау-Витом», в результате чего появился новый клуб под названием «Амстердам». Первоначально Пит отказывался от контракта с клубом и в конечном счёте по его просьбе он был выставлен на трансфер в ноябре.
В апреле 1973 года клуб «Дордрехт» пытался заполучить Враувдёнта, но футболист запросил слишком высокие требования. В июле Пит заключил контракт с клубом РИОС из третьего класса Нидерландов. Позже он несколько лет выступал за любительский клуб «Ауде Мас», а также попробовал себя в мини-футболе. C тридцати лет начал играть за команду ветеранов «Фейеноорда».

## Личная жизнь
Отец — Манюс Враувдёнт, мать — Маритье Гудкоп. Он был старшим ребёнком в семье, у него также был младший брат, родившийся в 1949 году. Их отец был известным спортсменом в Роттердаме, он успешно играл за местный футбольный клуб «Фейеноорд» и даже сыграл один матч за сборную Нидерландов.
В октябре 1963 года женился на Йоке Верхёл. В июне 1966 года у них родилась дочь Николетте. Позже у них появился сын Леон.
В январе 1987 года, вскоре после своего дня рождения, Враувдёнт умер в возрасте 43 лет. Через несколько дней он был кремирован.